# Função administrativa
No Direito Administrativo, a Função administrativa é uma das três funções básicas do Estado, ou de seus delegatários, por oposição com a função legislativa e a função jurisdicional. A função administrativa é ativa, pois em regra independe de provocação do cidadão para ser exercitada, diferentemente do que ocorre com a função jurisdicional. É, por outro lado, subordinada à lei, atividade infra-legal, que não inova a ordem jurídica, diversamente da função legislativa, naturalmente criativa e inovadora. A função administrativa é atividade infra-legal, ativa, hierarquizada, de realização do interesse público. 
A função administrativa do Estado, segundo a doutrina de Mauro Sérgio dos Santos, é "a atividade desempenhada preponderantemente pelos órgãos e entidades da Administração Pública, ou ainda por entidades privadas que lhes façam as vezes, normalmente de natureza concreta, exercida a título individual ou geral, submetida ao regime de direito público e estranha às funções legislativa e judiciária".
É peculiar também quanto ao mecanismo de controle. Os atos administrativos podem ser controlados por razões de mérito e por razões de legalidade, o que alguns autores denominam como "dupla sindicabilidade jurídica". No dizer de Paulo Modesto, por exemplo, função administrativa é "a atividade subalterna e instrumental exercitada pelo Estado (ou por quem lhe faça as vezes), expressiva do poder público, realizada sob a lei ou para dar aplicação estritamente vinculada a norma constitucional, como atividade emanadora de atos complementares dos atos de produção jurídica primários ou originários, sujeita a dupla sindicabilidade jurídica e dirigida à concretização das finalidades estabelecidas no sistema do direito positivo" 
A função administrativa é estudada como um conceito de fronteira entre o Direito Administrativo e o Direito Constitucional. Segundo este conceito, é o dever de um Estado atender ao interesse público, satisfazendo o comando decorrente dos atos normativos. O cumprimento do comando legal, deverá decorrer da função exercida por pessoa jurídica de direito público. A função administrativa é o modo ordinário de realização do fins públicos do Estado, em termos concretos, mais próximo ao cidadão. 